# Laurence des Cars
Laurence Élisabeth de Pérusse des Cars, conocida como Laurence des Cars (Antony, 13 de junio de 1966) es una conservadora general de patrimonio e historiadora del arte francesa. Es la directora del Museo de Orsay y del Museo de la Orangerie. Ha sido nombrada para asumir el cargo de presidenta y directora del Museo del Louvre a partir del 1 de septiembre de 2021, por lo cual será la primera mujer en la historia de la institución en dirigir el museo más visitado del mundo.

## Biografía
Laurence des Cars nació en Antony, Francia. Es la hija del periodista y escritor Jean des Cars y la nieta del novelista Guy des Cars (él mismo es el segundo hijo de François de Pérusse des Cars, quinto duque des Cars). Estudió historia del arte en la Universidad de París IV París Sorbonne y en la Escuela del Louvre, luego se incorporó al Instituto Nacional del Patrimonio y ocupó su primer puesto como curadora en el Museo de Orsay en 1994.
Es especialista en el arte del siglo XIX y principios del XX. Como profesora en la Escuela del Louvre, organizó numerosas exposiciones para varios museos, como L'Origine du monde, autour d'un chef-d'œuvre de Courbet (Museo de Orsay, 1996); Jean-Paul Laurens, peintre d'histoire (Muso de Orsay, Museo de los Agustinos, 1997-1998); Edward Burne-Jones (Museo Metropolitano de Arte, Museo de Birmingham, Museo de Orsay, 1998-1999); Courbet et la Commune (Museo de Orsay, 2000); Thomas Eakins, un réaliste américain (Museo de Arte de Filadelfia, Museo de Orsay, Museo Metropolitano de Arte, 2001-2002); Édouard Vuillard (Galería Nacional de Arte, Museo de Bellas Artes de Montreal, Galeries nationales du Grand Palais, Real Academia de las Artes, 2003-2004); Gustave Courbet (Galeries nationales du Grand Palais, Museo Metropolitano de Arte, Museo Fabre, 2007-2008); Jean-Léon Gérôme (Museo Getty, Museo de Orsay, Museo Thyssen-Bornemisza, 2010-2011); Louvre Abou Dhabi, naissance d'un musée (Museo Manarat Al Saadiyat, Museo del Louvre, 2013-2014); Attaquer le soleil : Hommage au marquis de Saden (Museo de Orsay, 2014-2015); Apollinaire, le respect du poète (Museo de la Orangerie, 2016); La peinture américaine des années 1930 (Musée de la Orangerie, 2016-2017).
Laurence des Cars fue nombrada directora científica de la Agence France-Museums en julio de 2007, operador francés a cargo del desarrollo del Louvre Abu Dhabi. También fue promovida a curadora general de patrimonio en 2011 y fue nombrada directora del Museo de la Orangerie en enero de 2014, por la ministra de Cultura, Aurélie Filippetti. El 27 de febrero de 2017, el presidente francés François Hollande la nombró oficialmente directora del Museo de Orsay.
Fue nombrada para asumir el cargo de directora del Museo del Louvre a partir del 1 de septiembre de 2021, convirtiéndose en la primera mujer en ocupar el cargo en los 228 años de historia del establecimiento. Su proyecto, titulado Louvre 2030, que propuso la apertura a nuevos públicos y en «reafirmar la vocación universal del primer museo del mundo a partir del "diálogo" entre el arte antiguo y el mundo contemporáneo», fue seleccionado por el Ministerio de Cultura y el presidente Macron.
Es autora de numerosos ensayos ilustrados, incluido un libro sobre los prerrafaelitas para la colección Découvertes Gallimard, Les Préraphaélites : Un modernisme à l'anglaise (1999); L'art français : Le XIXᵉ siècle (Flammarion, 2008); Le petit dictionnaire Vallotton en 21 obsessions (RMN Grand Palais, 2013).

## Honores
Laurence des Cars es caballero de la Legión de Honor, Orden Nacional del Mérito y oficial de las Artes y las Letras.

## Publicaciones
- Les Préraphaélites : Un modernisme à l'anglaise, Gallimard; Réunion des musées nationaux, coll. «Découvertes Gallimard / Arts» (no 368), 1999. ISBN 2070534596
- Gérôme : De la peinture à l'image. Gallimard; Musée d'Orsay, coll. «Découvertes Gallimard Hors série», 2010. ISBN 9782070130672
- Le Petit Dictionnaire Vallotton en 21 obsessions, RMN Grand Palais, 2013.

### En colaboración
- Henri Loyrette (dir.), L'Art français, le xixe siècle, en collaboration avec Sébastien Allard. Flammarion, 2008.
- Laurence des Cars (dir), Louvre Abu Dhabi : Naissance d'un musée. Louvre éditions; Éditions Flammarion, coll. «Catalogue d'exposition», 2013. ISBN 978-2-08123-237-2